# Umspannwerk Kelsterbach
Das Umspannwerk Kelsterbach (auch Umspannanlage Kelsterbach oder Station Kelsterbach genannt) ist eine Umspann- und Schaltanlage im deutschen Bundesland Hessen. Sie umfasst die Spannungsebenen 380 und 110 kV und ist damit Bestandteil des deutschen Höchstspannungsnetzes. Betrieben wird sie vom Übertragungsnetzbetreiber Amprion und dem Verteilnetzbetreiber Syna. Die Anlage dient, neben ihrer Funktion als Kuppelstelle beider Netzbetreiber, auch der Versorgung von Anlagen des nahegelegenen Flughafens Frankfurt. Aufgrund der beengten Platzverhältnisse handelt es sich in Teilen um eine Gasisolierte Schaltanlage mit reiner Erdkabeleinspeisung. Eine Besonderheit ist die zur Anlage führende gasisolierte 380-kV-Kabelleitung.
Die erste am Standort gebaute Umspannanlage wurde 1926 durch das RWE in Betrieb genommen und diente der Anbindung der Main-Kraftwerke ans Verbundsystem der Nord-Süd-Leitung. Im Laufe der Zeit entwickelte sie sich zur zentralen Stromdrehscheibe im Rhein-Main-Gebiet und verfügte über Verbindungen mit dem Bayernwerk, der HEAG und den Kraftwerken Mainz-Wiesbaden. Im Zuge dessen konnte 1928 erstmals ein Verbundbetrieb zwischen süddeutscher Wasserkraft und rheinischer Kohlekraft aufgebaut werden. Daneben diente sie als wichtiger Netzknoten für das 220-kV-Leitungsnetz des RWE.
Wegen ihrer Lage auf dem Gelände der neuen Landebahn Nordwest musste die alte Anlage stillgelegt werden und wurde in den Jahren 2007 bis 2009 durch eine kompakte 380-/110-kV-Schaltanlage ersetzt. Zusammen mit dem Neubau wurde auch das Höchstspannungsnetz im Rhein-Main-Gebiet in großen Teilen umstrukturiert und der Ausbau der 380-kV-Ebene vorangetrieben.

## Lage
Das Umspannwerk befindet sich auf dem Stadtgebiet von Kelsterbach im hessischen Kreis Groß-Gerau. Das Stadtzentrum von Frankfurt am Main liegt etwa 13 km nordöstlich, Wiesbaden 21 km nordwestlich, Mainz 19 km südwestlich und Darmstadt 21 km südöstlich. Unmittelbar an die Anlage grenzt die 2011 in Betrieb genommene Landebahn Nordwest des Frankfurter Flughafens, deren Umzäunung auch gleichzeitig die südliche Abgrenzung der Anlagenfläche darstellt. Der Anlagenstandort selbst befindet sich in einem teilweise gerodeten Waldgebiet mit dem nordwestlich benachbarten Staudenweiher. Die umliegende Landschaft ist von trockenen und sandigen Böden und entsprechender Vegetation in Form von Magerrasen und Kiefern geprägt. Eine Zuwegung besteht über die Kelsterbacher Straße „Am Südpark“.
Aufgrund der Höhenbeschränkungen infolge der Lage unmittelbar an einer Landebahn sind alle zulaufenden 380- und 110-kV-Leitungen als Erdkabel verlegt. Die Kabelübergabestation für die beiden zugeführten 380-kV-Stromkreise befindet sich etwa 900 m nordwestlich der Anlage. Weitere Erdkabeleinspeisungen bestehen benachbart zur Kabelübergabestation, an der BAB 3 südlich der Landebahn und nordöstlich des Umspannwerks selbst.
Seit dem Jahr 2023 befindet auf Kelsterbacher Stadtgebiet eine zweite 380-/110-kV-Anlage, bei der es sich ebenfalls um eine gasisolierte Innenraumanlage handelt. Diese ist allerdings Teil des Leitungsbauprojekts „Kriftel – Farbwerke Höchst Süd“ und trägt die Bezeichnung Umspannwerk Schwanheim, hängt mit dem Umspannwerk Kelsterbach daher nicht direkt zusammen.

## Altes Umspannwerk (1926–2007)

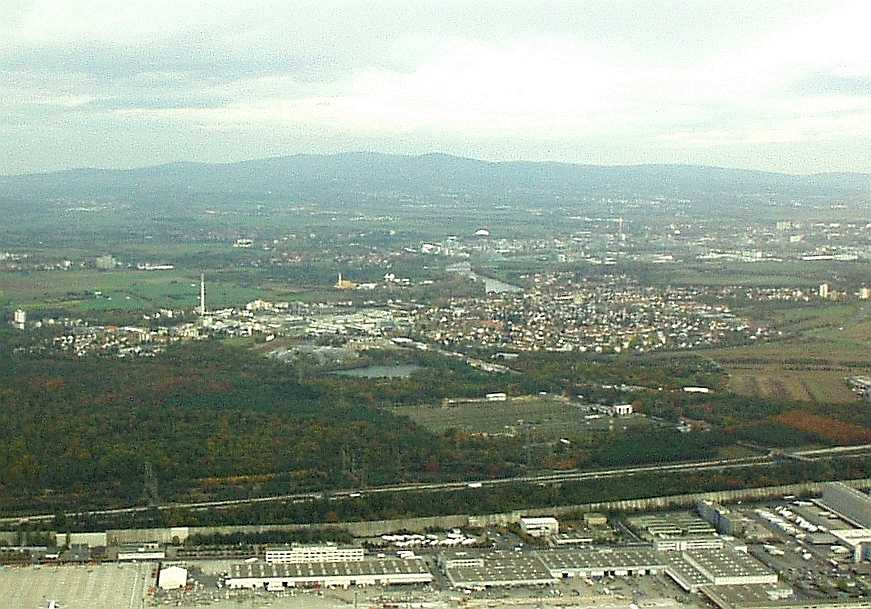
Blick auf das alte Umspannwerk vor dem Bau der Landebahn Nordwest (2006)

Die Errichtung des Umspannwerks stand im Zusammenhang mit dem Verbundnetzprojekt des RWE, die rheinischen Kohlekraftwerke mit süddeutschen Kraftwerken und Pumpspeicherwerken in den Alpen und im Südschwarzwald zu verbinden. Seit 1923 befand sich das RWE im Besitz der Aktienmehrheit der einstigen Muttergesellschaft Elektrizitäts-AG vormals W. Lahmeyer & Co. und damit seiner zahlreichen Tochterunternehmen. Eines von diesen waren 1910 gegründeten die Main-Kraftwerke, die seit 1911 ein Kraftwerk im Höchst am Main betrieben. Anfang der 1920er Jahre wurde von hier aus bereits ein großer Teil des preußischen Regierungsbezirks Wiesbaden mit elektrischer Energie versorgt. Nachdem sich ab 1924 die Tochtergesellschaft Großkraftwerk Württemberg AG am Ausbau der Wasserkraft in Vorarlberg beteiligte, wurde der Bau der 220-kV-Verbundleitung noch im selben Jahr aufgenommen.
Zur Einbindung des Netzes der Main-Kraftwerke an das Verbundsystem des RWE entstand ab 1924 das Umspannwerk in Kelsterbach. Zeitgleich schlossen die Main-Kraftwerke einen Stromlieferungsvertrag über den Bezug von 10.000 kW elektrischer Energie mit dem Bayernwerk ab. Im Zuge dessen bauten sie eine Leitung vom Kraftwerk Höchst über das künftige Umspannwerk Kelsterbach zum Kraftwerk Dettingen mit einer Stichleitung zum Umspannwerk der HEAG in Darmstadt, die auch als Reserveverbindung diente. Ende 1925 vermeldete der RWE-Geschäftsbericht 1925/26 den Baufortschritt der Leitung zwischen Neuenahr und Kelsterbach: „Am Schluß dieses Geschäftsjahres standen die Masten für diese Leitung bis zum Main und es war mit der Beseilung mit einem Hohlseil von 42 mm Durchmesser in drei Teilabschnitten begonnen“. Bis zum Umspannwerk Mannheim-Rheinau wurde die Leitung durch das RWE selbst errichtet und zusammen mit den Umspannwerken 1926 fertiggestellt.
Verzögert wurde der Bau durch die Weigerung des preußischen Staates, Grundstücke für den Bau der Leitung südlich des Mains zu enteignen. Grund hierfür war die Befürchtung, die Stadt Frankfurt am Main könnte einen Stromlieferungsvertrag mit dem RWE über einen Bezug elektrischer Energie aus ihrem Verbundsystem abschließen, anstatt wie ursprünglich vorgesehen mit der staatlichen Gewerkschaft Großkraftwerk Main-Weser AG. Daher schloss das RWE Verträge mit dem hessischen Staat und der HEAG, durch dessen Versorgungsgebiet die Leitung im Anschluss weiter nach Süden führen sollte, ab und ermöglichte so den Weiterbau.
Wie die anderen 220-kV-Umspannwerke wurde Kelsterbach nach einem einheitlichen Schaltungsschema, das das RWE entwarf, ausgeführt. Die nötigen Großkomponenten lieferten die Siemens-Schuckertwerke. Für die Umspannung von 110 auf 220 kV (anfangs noch teilweise 50-kV-Betrieb) wurden zwei 60.000-kVA-Transformatoren installiert. Der Flächenverbrauch der Freiluftanlage betrug etwa 10 Hektar. Mit der testweisen Inbetriebnahme des ersten Leitungsabschnitts von Neuenahr bis Rheinau wurde 1926 über das Umspannwerk Kelsterbach erstmals ein Verbundbetrieb zwischen rheinischer Kohle- und bayerischer Wasserkraft hergestellt. Die Umstellung auf 220 kV folgte mit Inbetriebnahme der Hauptschaltleitung und Umspannanlage Brauweiler am 12. Oktober 1929, die vollständige Inbetriebnahme bis Bludenz am 17. April 1930.

### Spätere Ereignisse
Der Streit um die Liefergebiete von RWE und dem preußischen Staat, der seine Energieversorger 1927 in der Preußischen Elektrizitäts AG (PREAG) zusammenfasste, wurde im Frühsommer 1927 mit dem Ersten Elektrofrieden beigelegt. Dabei wurden die Liefergebiete von RWE und PREAG voneinander abgegrenzt. Weitere Demarkationsverträge mit anderen Energieversorgungsunternehmen folgten. Dies hatte zur Folge, dass das RWE über das Umspannwerk Kelsterbach und die Main-Kraftwerke das seit der Eingemeindung von Höchst und umliegenden Gemeinden 1928 zu Frankfurt gehörendes Gebiet versorgten, der größte Teil des Frankfurter Stadtgebiets aber zum Konzessionsgebiet der PREAG gehörte. Ein Energieaustausch zwischen RWE und PREAG war anfangs über Kelsterbach und Dettingen möglich, später entstand von Kelsterbach eine Doppelleitung zum Umspannwerk Oberursel, das seit 1926 aufgrund eines Liefervertrags mit dem Überlandwerk Oberhessen über 4.000 kW elektrischer Leistung aus dem Kraftwerk Wölfersheim mit dem 110-kV-System der PREAG verbunden war.
In den 1930er Jahren baute das RWE eine zweite Nord-Süd-Verbindung, die vom Koepchenwerk über das Umspannwerke Kelsterbach nach Hoheneck und später bis nach Tiengen führte. Eine weitere 220-kV-Leitung, die allerdings nie mit dieser Spannung betrieben wurde, entstand 1942 zur Versorgung der als kriegswichtig erachteten Firma Opel in Rüsselsheim mit Verbindung zum Netz der Kraftwerke Mainz-Wiesbaden.
Nach dem Zweiten Weltkrieg wurde Bayern infolge von Demontagen an der mitteldeutschen Verbundleitung (Reichssammelschiene) durch die sowjetische Militäradministration vom gesamtdeutschen 220-kV-Verbundnetz abgeschnitten. Daher errichtete das Bayernwerk in Kooperation mit der PREAG eine Verbindung von Ludersheim nach Aschaffenburg, von wo aus sich zwei Teilstücke nach Borken und Kelsterbach fortführten. Infolge von Materialmangel der Nachkriegszeit zog sich die Fertigstellung dieser Leitung um einige Jahre. Am 12. Dezember 1949 wurde die Leitung mit einem Stromkreis Ludersheim–Kelsterbach durch die Vorstände des RWE, der PREAG und des Bayernwerks feierlich in Betrieb genommen.

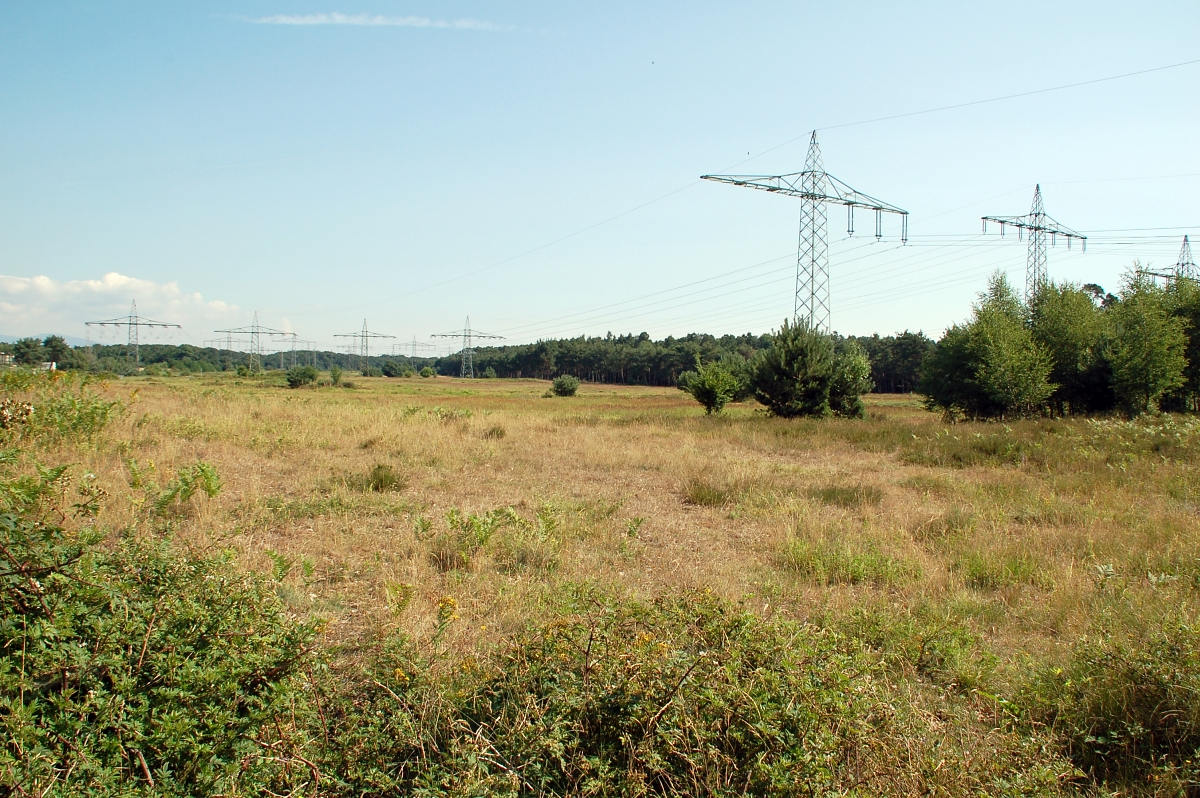
Umverlegte Leitungstrassen westlich der Startbahn West im Jahr 2008, kurz vor Abbau der westlichsten Leitung

Schon 1939 forderte die Luftwaffe die Umverlegung der von Kelsterbach nach Süden führenden Freileitungen, um den Flugbetrieb auf dem 1936 als „Flug- und Luftschiffhafen Rhein-Main“ errichteten Frankfurter Flughafens nicht zu beeinträchtigen. Unter dem Kommando der US-amerikanischen Militärregierung, die den Flughafen im März 1945 einnahm, wurden Start- und Landebahn auf 1.800 m Länge nach Westen hin ausgebaut, da das Gelände im Osten unmittelbar an die Reichsautobahn Frankfurt–Darmstadt grenzte. Aufgrund von Materialmangel konnte die Umverlegung der Leitungen wieder nicht durchgeführt werden. Beim Bau der von Aschaffenburg kommenden Leitung kam es erstmals zur Umverlegung einer bestehenden Freileitung aus dem Trassenband heraus. Hierfür baute man 5 km weiter westlich eine neue 220-kV-Leitung, die anschließend entlang der vorbereiteten Trasse für die Reichsautobahn Frankfurt–Nürnberg (heutige BAB 3) wieder nach Osten zum Umspannwerk führt. Auf diese Trasse verlegte man die Kreise der westlichsten Leitung der bisherigen Trasse. Die neue Leitung wurde gleichzeitig auf die frei gewordene 220-kV-Leitung der bisherigen Trasse gelegt. Die Wiedererlangung der Lufthoheit durch die Bundesrepublik Deutschland führte zu einer Zunahme des zivilen Flugverkehrs. Schließlich führte das RWE 1956 die notwendige Verlegung aller restlichen Leitungen aus dem Trassenband heraus nach Westen durch. Entlang der neuen westlichen Trasse wurde eine 190 m breite Schneise gerodet und die drei Freileitungen parallel zur vierten verlegt. Mit dem Bau der Startbahn West in den 1980er Jahren mussten die Leitungen ein zweites Mal verlegt werden, diesmal nach Süden.
Ein Kurzschluss am 13. April 1976 in der Anlage verursachte einen Zusammenbruch des Stromnetzes bis nach Österreich.
Die Stromerzeugung im Kraftwerk Höchst wurde 1999 und im Kraftwerk Dettingen 2001 beendet, womit in Kelsterbach keine direkte Einspeisung aus Kraftwerken mehr stattfand. Im Juni 2001 schlossen sich die Main-Kraftwerke mit weiteren süddeutschen Energieversorgungsunternehmen zur Süwag zusammen. Von Mai 2001 bis November 2002 wurde das Umspannwerk auf ferngesteuerte Leittechnik umgerüstet.

### Nicht ausgeführte Planungen
Planungen der PreussenElektra sahen eine 220-kV-Nord-Süd-Schiene vor, die von Hamburg über Hannover und Kassel bis nach Kelsterbach führen sollte. Verwirklicht wurde bis 1929 allerdings nur ein Teilstück vom Edersee (Pumpspeicherkraftwerk Waldeck) über das Kraftwerk Borken zum Umspannwerk Lehrte bei Hannover als 220-kV-Leitung Lehrte–Borken.

### Technischer Aufbau (Stand 2000)
Das alte Umspannwerk verfügte über die Spannungsebenen 220, 110 und 20 kV. Während die beiden erstgenannten Ebenen über ausgedehnte Freiluftschaltanlagen verfügten, war die 20-kV-Anlage in einem Betriebsgebäude untergebracht. Zwischen 220- und 110-kV-Ebene spannten drei Transformatoren um, zwischen 110- und 20-kV-Ebene ebenfalls drei.
Die 220-kV-Schaltanlage als flächengrößter Teil des Umspannwerks verfügte über drei Sammelschienen und 20 Schaltfelder, von denen allerdings nur 14 genutzt wurden. Bei 11 von ihnen führten Freileitungen von der Anlage weg, drei speisten jeweils einen der Transformatoren. Auf der 110-kV-Anlagenseite, die über drei Sammelschienen verfügte, wurden 28 Schaltfelder, von denen 23 belegt waren, angeschlossen. Hiervon führten 14 als Freileitung weg, drei führten zu den 220-/110-kV- und wiederum drei zu den 110-/20-kV-Transformatoren. Die restlichen genutzten Felder dienten der Einspeisung von Erdkabeln zu den Umspannwerken zur Versorgung des Frankfurter Flughafens.
Wie die meisten großen Umspannwerke aus dieser Zeit verfügte auch die Umspannanlage Kelsterbach über einen eigenen Gleisanschluss zur Anlieferung der Transformatoren. Dieser zweigte als eingleisige Strecke von der Bahnstrecke Mainz–Frankfurt aus und in westliche Richtung ab. Eine Besonderheit waren die Drehscheiben und die Existenz zweier paralleler Quergleise zu den Standorten der Transformatoren.
Neben den unter Spannung stehenden Anlagenteilen befand sich auf dem Gelände des Umspannwerks ein Richtfunkturm, ein Materiallager sowie mehrere Betriebsgebäude.

### Freileitungen (Stand 2000)
Folgende Freileitungen wurden zum Zeitpunkt der größten Ausdehnung der Anlage in das Umspannwerk eingebunden:
| Netzbetreiber           | Spannung | Name des Stromkreises                               | Trassenbezeichnung                      | Zielort/-station                                      | Baujahr                                        | Himmels- richtung    | Bemerkungen |
| ----------------------- | -------- | --------------------------------------------------- | --------------------------------------- | ----------------------------------------------------- | ---------------------------------------------- | -------------------- | ----------- |
|                         | 220 kV   | 220 kV Marxheim West                                | Bl. 4503 Koblenz – Kelsterbach          | Marxheim                                              | 1926                                           | Nord                 |             |
| 220 kV Kelsterbach West | 220 kV   | Neuwied → Weißenthurm                               | Bl. 4503 Koblenz – Kelsterbach          |                                                       | 1926                                           | Nord                 |             |
| 220 kV Taunus West      | 220 kV   | Bl. 2319 Kopechenwerk – Kelsterbach                 | Limburg                                 | 1935                                                  |                                                | Nord                 |             |
| 220 kV Taunus Ost       | 220 kV   | Bl. 2319 Kopechenwerk – Kelsterbach                 | Limburg                                 | 1935                                                  |                                                | Nord                 |             |
| 220 kV Schwanheim West  | 220 kV   | Bl. 2373 Kelsterbach – FW Höchst Ost                | Farbwerke Höchst Süd                    | 1950er                                                |                                                | Nord                 |             |
| 220 kV Schwanheim Ost   | 220 kV   | Bl. 2373 Kelsterbach – FW Höchst Ost                | Farbwerke Höchst Süd                    | 1950er                                                |                                                | Nord                 |             |
| 220 kV Pfungstadt West  | 220 kV   | Bl. 4504 Kelsterbach – Pkt. Heppenheim              | Pfungstadt                              | 1926                                                  | Süd                                            | Trassenumlegung 1949 |             |
| 220 kV Pfungstadt Ost   | 220 kV   | Bl. 4504 Kelsterbach – Pkt. Heppenheim              | Urberach → Pfungstadt                   | 1926                                                  | Süd                                            | Trassenumlegung 1949 |             |
| 220 kV                  | 220 kV   | Bl. 2330 Kelsterbach – Pkt. Schönbrunn              | Urberach                                | 1936                                                  | Süd                                            | Trassenumlegung 1956 |             |
| 220 kV                  | 220 kV   | Bl. 2330 Kelsterbach – Pkt. Schönbrunn              | Urberach                                | 1936                                                  | Süd                                            | Trassenumlegung 1956 |             |
| 220 kV                  | 220 kV   | Bl. 2337 Kelsterbach – Landesgrenze (Aschaffenburg) | Urberach                                | 1949                                                  | Süd                                            | Trassenumlegung 1956 |             |
| Main-Kraftwerke         | 110 kV   | 110 kV Nidda West                                   | Bl. 0105 Kelsterbach – Oberursel        | Farbwerke Höchst West                                 | 1928                                           | Nord                 |             |
| Main-Kraftwerke         | 110 kV   | 110 kV Nidda Ost                                    | Bl. 0105 Kelsterbach – Oberursel        | Farbwerke Höchst West → Niederhöchstadt               | 1928                                           | Nord                 |             |
| Main-Kraftwerke         | 110 kV   | 110 kV Höchst West                                  | Bl. 3018 Höchst – Kelsterbach           | Höchst                                                | 1924                                           | Nord                 |             |
| Main-Kraftwerke         | 110 kV   | 110 kV Höchst Ost                                   | Bl. 3018 Höchst – Kelsterbach           | Höchst                                                | 1924                                           | Nord                 |             |
| Main-Kraftwerke         | 110 kV   | 110 kV Liederbach West                              | Bl. 2329 Kelsterbach – Rüsselsheim/Opel | Hornau                                                |                                                | Süd                  |             |
| Main-Kraftwerke         | 110 kV   | 110 kV Rüsselsheim West                             | Bl. 2329 Kelsterbach – Rüsselsheim/Opel | Flörsheim → Wiesbaden Ost → Marxheim Rüsselsheim/Opel | Masten und Isolatoren dimensioniert für 220 kV | Süd                  |             |
| Main-Kraftwerke         | 110 kV   | 110 kV Rüsselsheim Ost                              | Bl. 2329 Kelsterbach – Rüsselsheim/Opel | Flörsheim → Rüsselsheim/Opel                          | Masten und Isolatoren dimensioniert für 220 kV | Süd                  |             |
| Main-Kraftwerke         | 110 kV   | 110 kV Marxheim Süd                                 | Bl. 2329 Kelsterbach – Rüsselsheim/Opel | Marxheim                                              |                                                | Süd                  |             |
| Main-Kraftwerke         | 110 kV   | 110 kV                                              |                                         | Mönchhof                                              |                                                | Süd                  |             |
| Main-Kraftwerke         | 110 kV   | 110 kV                                              | Mönchhof                                |                                                       |                                                | Süd                  |             |
| Main-Kraftwerke         | 110 kV   | 110 kV Brunnenschneise                              | Bl. 0108 Kelsterbach – Dettingen        | Walldorf → Mörfelden → Weiterstadt → Darmstadt        | 1924                                           | Süd                  |             |
| Main-Kraftwerke         | 110 kV   | 110 kV Messel Nord                                  | Bl. 0108 Kelsterbach – Dettingen        | Walldorf → Mörfelden → Langen → Urberach              | 1924                                           | Süd                  |             |
| Main-Kraftwerke         | 110 kV   | Kabel Flughafen Mitte                               |                                         | Flughafen Mitte                                       | 1972                                           | Süd                  | Erdkabel    |
| Main-Kraftwerke         | 110 kV   | Kabel Flughafen West                                |                                         | Flughafen West                                        | 1979                                           | Süd                  | Erdkabel    |

## Neues Umspannwerk (seit 2007)
Aufgrund des absehbaren Baus der Landebahn Nordwest und einer ohnehin vorgesehenen Neuordnung des Netzkonzepts im Großraum Frankfurt plante das RWE schon Anfang der 2000er Jahre den Ersatz des alten Umspannwerks. Langfristig soll die bisher angewendete 220-kV-Spannungsebene durch 380-kV-Leitungen mit höherer Übertragungskapazität ersetzt werden. Im Januar 2005 begannen die Bauarbeiten für die neue Schaltanlage. Eine vorausgegangene Maßnahme für die Netzumstrukturierung im Raum Frankfurt war die Inbetriebnahme des 380-kV-Umspannwerks Kriftel im Jahr 2004 mitsamt neuer 380-kV-Verbindungen nach Bischofsheim bzw. Urberach. Baulich fertiggestellt wurde die neue 380-kV-Anlage im August 2006. Ab Februar 2007 konnte die Anlage mit dem Anschluss der Erdkabel schrittweise zunächst auf der 110-kV-Ebene in Betrieb genommen werden.
Zur Anbindung an das Leitungsnetz wurde als Pilotprojekt eine 960 m lange gasisolierte Rohrleitung verlegt. Es handelt sich hierbei um die erste kommerziell genutzte gasisolierte Höchstspannungsleitung der Welt und die größte derartige Anlage in ganz Europa. Die Baukosten wurden mit 7 Millionen Euro beziffert. Baubeginn für die gasisolierte Leitung war der 15. Juni 2009. Als Fortsetzung der Kabelstrecke wurde eine neue 380-kV-Doppelfreileitung in der Trasse der alten Nord-Süd-Leitung zur Leitungsverzweigung bei Marxheim errichtet. Ihre Masten sind wegen der Nähe zum Flughafen mit rot-weißem Warnanstrich und Befeuerung versehen. Obwohl zum Zeitpunkt der Verabschiedung des Gesetzes bereits in der Realisierung befindlich, wurde das Leitungsprojekt als „Neubau Höchstspannungsleitung Marxheim–Kelsterbach“ unter der Projektnummer 21 ins Energieleitungsausbaugesetz (EnLAG) von 2009 aufgenommen. Leitung und Schaltanlage der Höchstspannungsseite gingen im Frühjahr 2010 in den Regelbetrieb.
Parallel zur Inbetriebnahme des neuen Umspannwerks wurde die alte Anlage schrittweise vom Netz genommen und bis Anfang 2009 abgerissen. Damit einhergehend wurden neun Kilometer 220-kV- und rund 20 Kilometer 110-kV-Erdkabel verlegt und rund 20 Kilometer alte Freileitungstrassen demontiert. Die verbliebenen 220-kV-Stromkreise schließen heute nicht mehr an die Anlage an, sondern wurden als Erdkabel von Urberach nach Höchst durchgebunden. Auch dem Naturschutz musste Rechnung getragen werden: Rund zwei Hektar Sandmagerrasen vom Gelände des alten Umspannwerks wurde abgeschält und über der GIL-Kabeltrasse wieder eingesetzt, um die mit seltenen Pflanzenarten versehene Vegetationsschicht zu bewahren.
Nach Inbetriebnahme der neuen und vollendetem Rückbau der alten Anlage wurde die 380-kV-Anlage anfangs noch provisorisch mit 220 kV betrieben, da die zuführende Leitung noch ans 220-kV-Netz angebunden war. Im September 2011 wurde schließlich der alte 220-kV-Transformator entfernt und zwei neue 380-kV-Transformatoren installiert. Für den Transport der Großgeräte musste die Landebahn Nordwest mit einem Schwertransport überquert werden.
Das neue Kelsterbacher Umspannwerk wird heute nicht mehr durch das RWE direkt betrieben: Zum 1. September 2009 wurde der Netzbetrieb von der RWE Transportnetz Strom auf die neu gegründete RWE-Tochtergesellschaft Amprion übertragen, diese wiederum im September 2011 von der RWE veräußert.

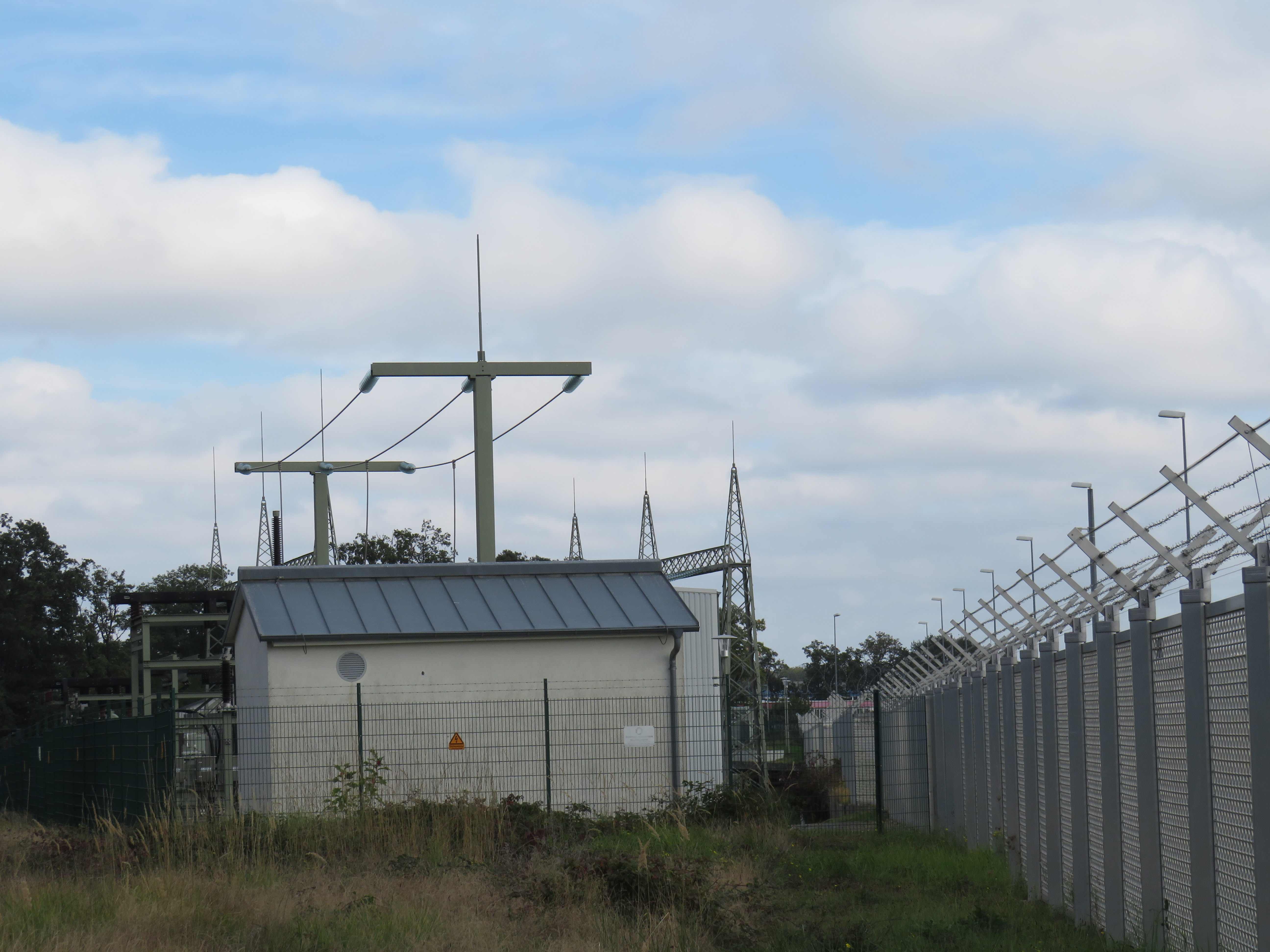
Lage der Anlage unmittelbar an der Umzäunung der Landebahn Nordwest
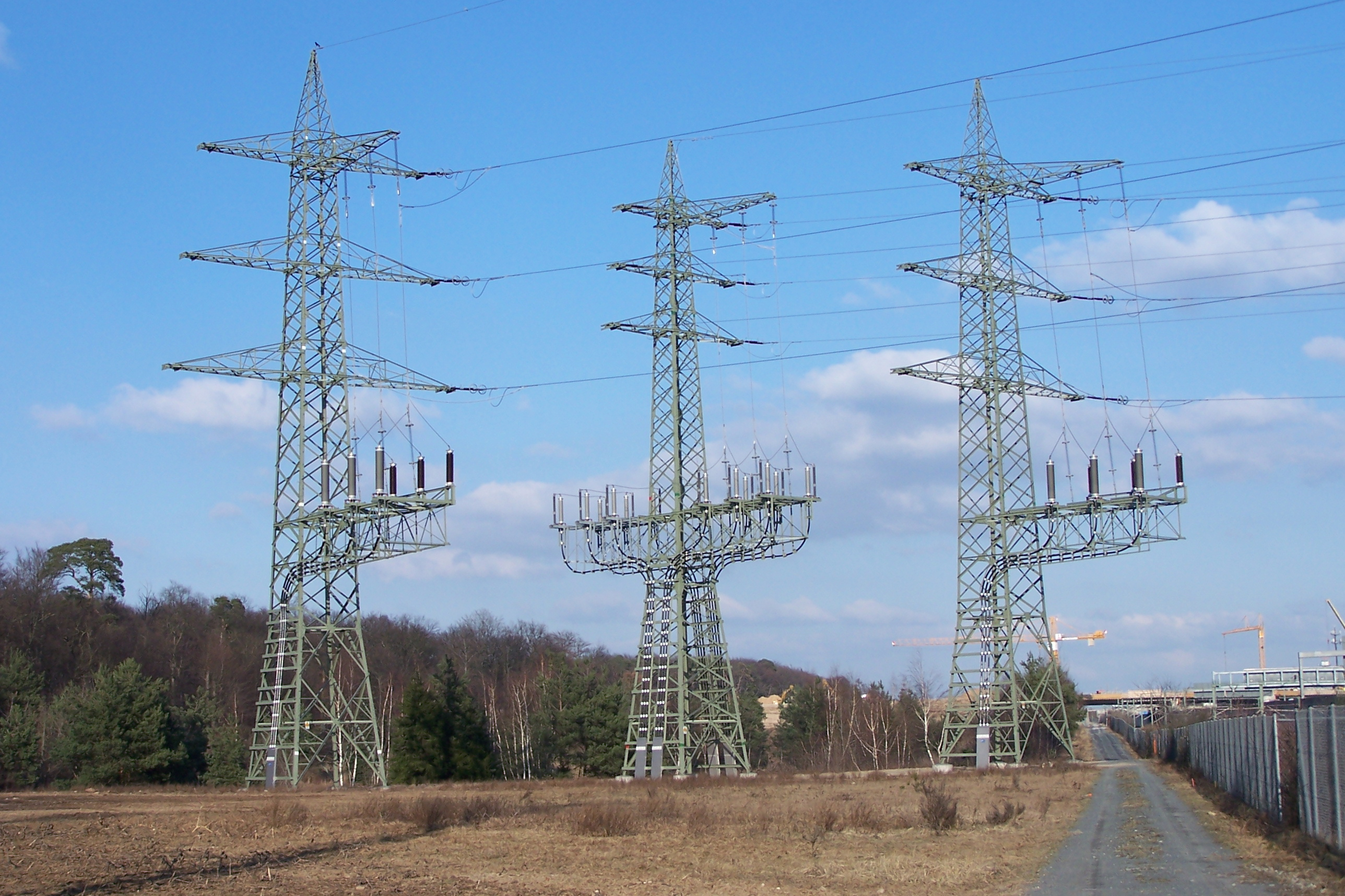
Endmasten mit Übergang in Erdkabel nördlich der A 3, Leitungen nach Urberach
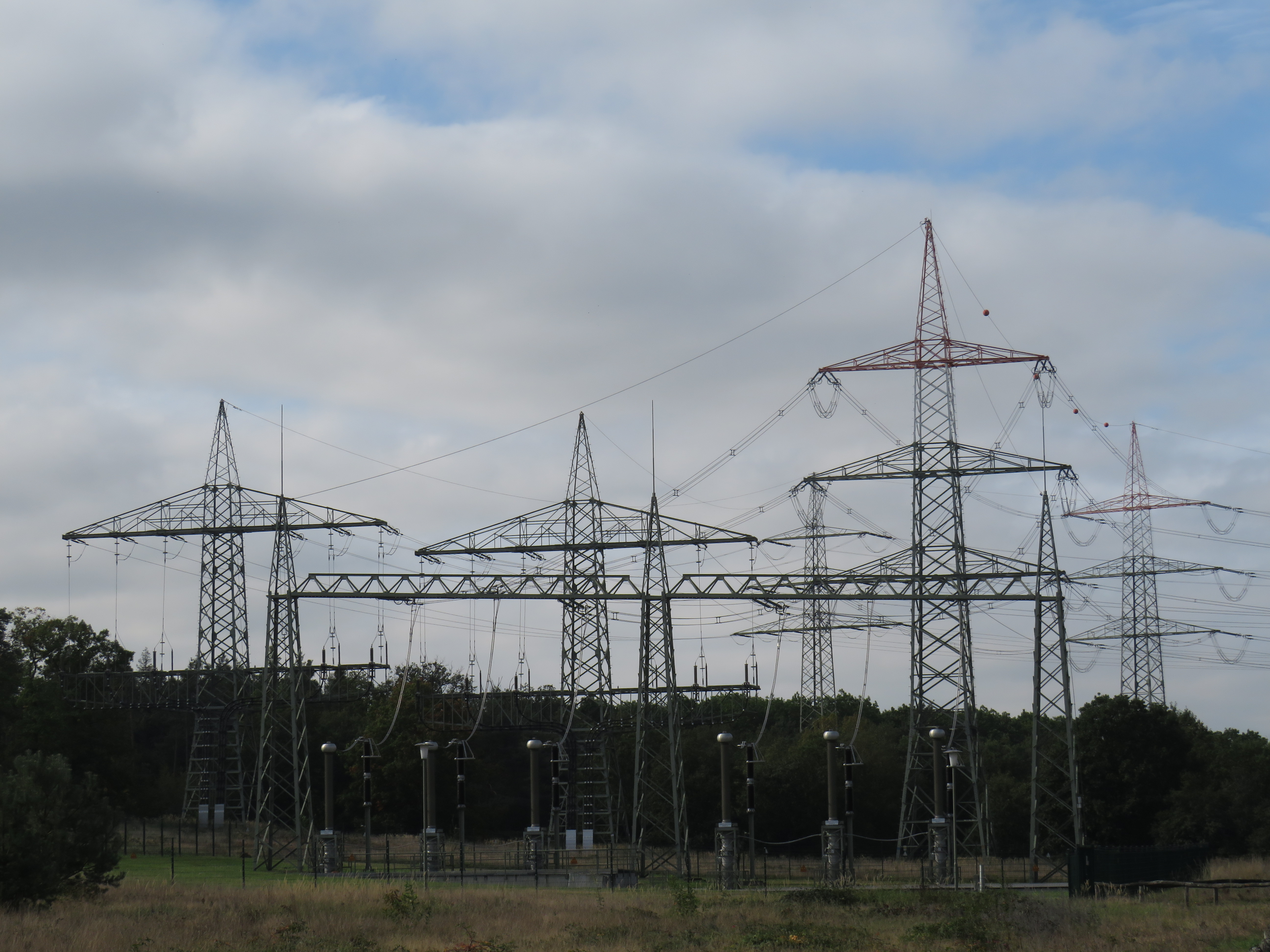
GIL-Kabelüberführungsstation und 110-kV-Erdkabelübergänge in Richtung Hattersheim
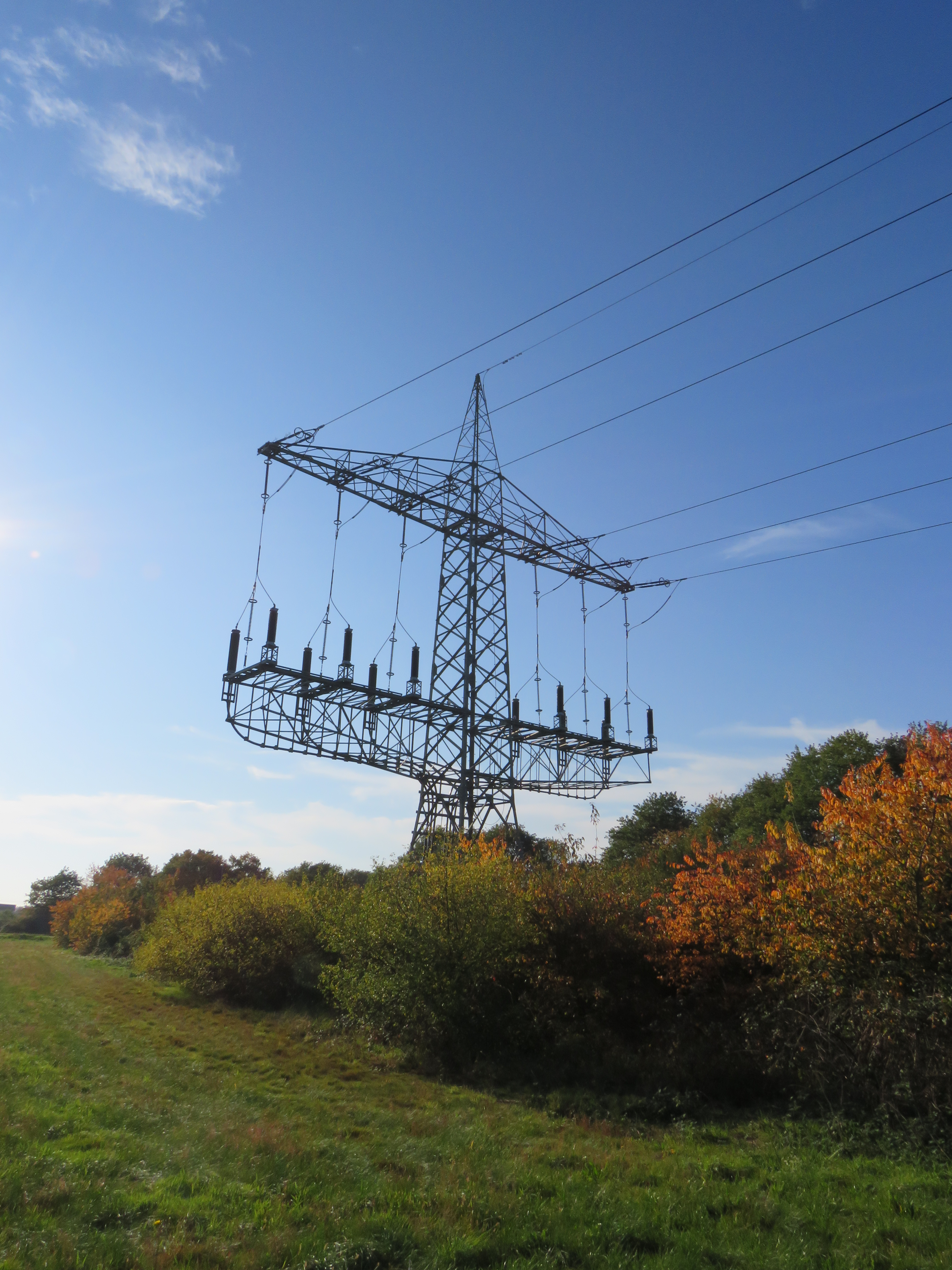
Endmast für zwei 220-kV-Stromkreise. Diese enden heute nicht mehr im Umspannwerk, sondern führen als Erdkabel an ihm vorbei
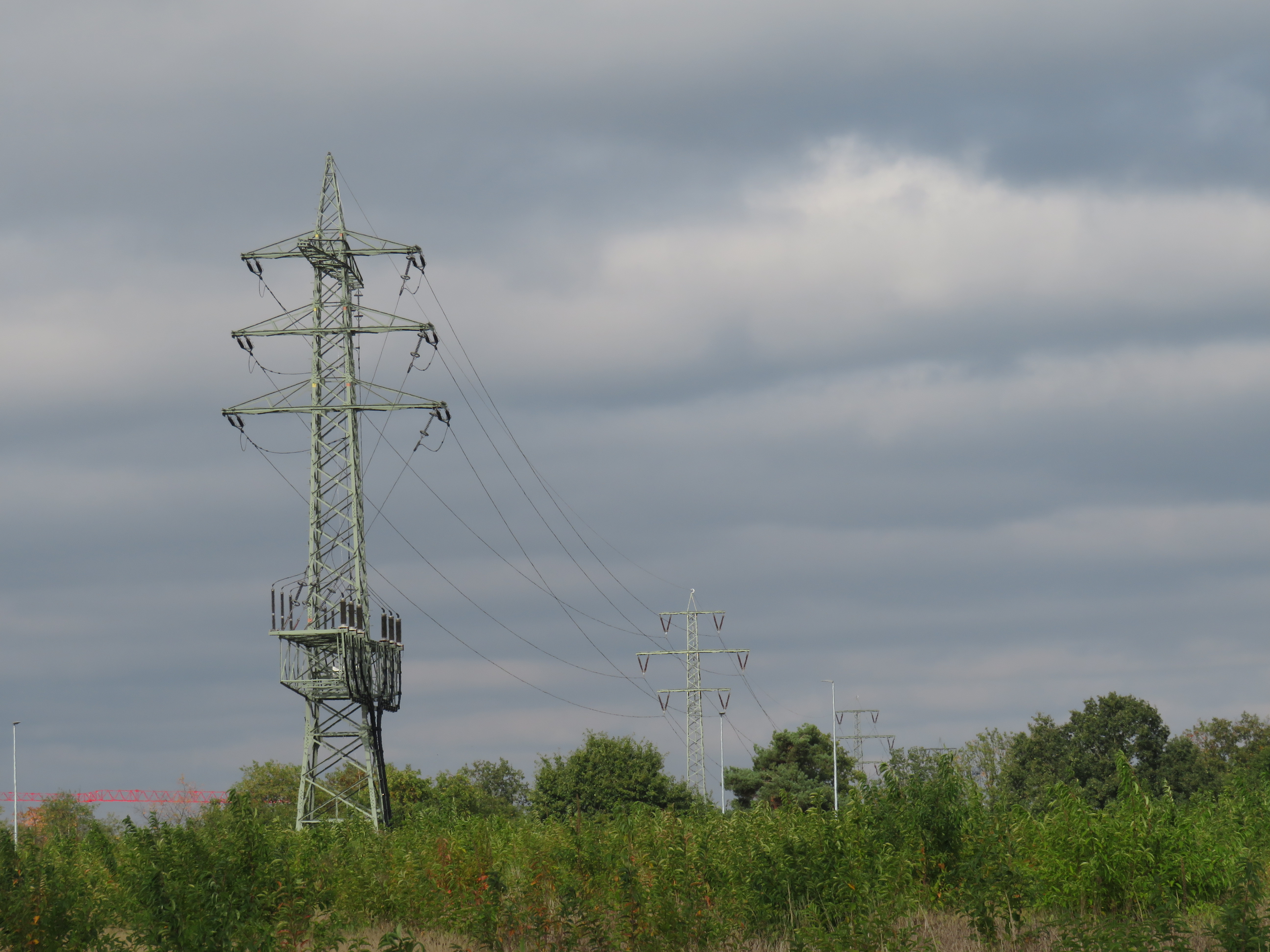
Erdverkabelte 110-kV-Leitung in Richtung Höchst

## Betrieb

### Technischer Aufbau
Bei der Anlage handelt es sich um eine Kombination aus kompakter 380-/110-/30-kV- und 110-/20-kV-Umspannanlage mit gasisolierter 110-kV-Schaltanlage. Sie verfügt über zwei von ABB gefertigte, ölgekühlte 380-/110-/30-kV-Dreiwicklungs-Transformatoren, die ohne Sammelschienen direkt an die abgehenden 380-kV-Stromkreise angeschlossen sind. Die Bemessungsscheinleistung beträgt jeweils 350 MVA auf der Oberspannungsseite. Diese beiden 380-kV-Stromkreise werden mit einem Spannfeld über zwei Abspannportale geführt und verlaufen anschließend als Erdkabel in einer gasisolierten Rohrleitung weiter. Diese Anlage der Firma Siemens umfasst sechs separate Rohre, je drei pro System, und ist 960 m lang. Jedes der beiden Drehstromsysteme hat dabei eine maximale Übertragungsleistung von 1.800 MVA.
Die 110-kV-Schaltanlage ist als gasisolierte Schaltanlage (GIS) in gekapselter Bauform ausgeführt, da von ihr zahlreiche Stromkreise abgehen und der Platz für eine Freiluftanlage zu beengt wäre. Dabei werden die elektrischen Komponenten nicht, wie bei einer Freiluftschaltanlage, durch die umgebende Luft, sondern durch Schwefelhexafluorid (SF6) in Rohrleitern isoliert. Vorteil dieser Ausführung ist eine kompakte Ausführung – die Fläche der heutigen Anlage als GIS beträgt nur noch rund Zehntel im Vergleich zu der früheren Freiluftschaltanlage. Die beiden 110-/20-kV-Transformatoren befinden sich allerdings außerhalb der Innenraumanlage und werden durch Erdkabeleinführungen und Stromschienen auf der Oberspannungsseite gespeist. Hersteller ist die Firma SGB-SMIT. Die zuführenden 110-kV-Leitungen sind als konventionelle Erdkabel ausgeführt und verfügen, wo sie als Freileitungen weiterführen, über eine am Mast montierte Kabelüberführung.

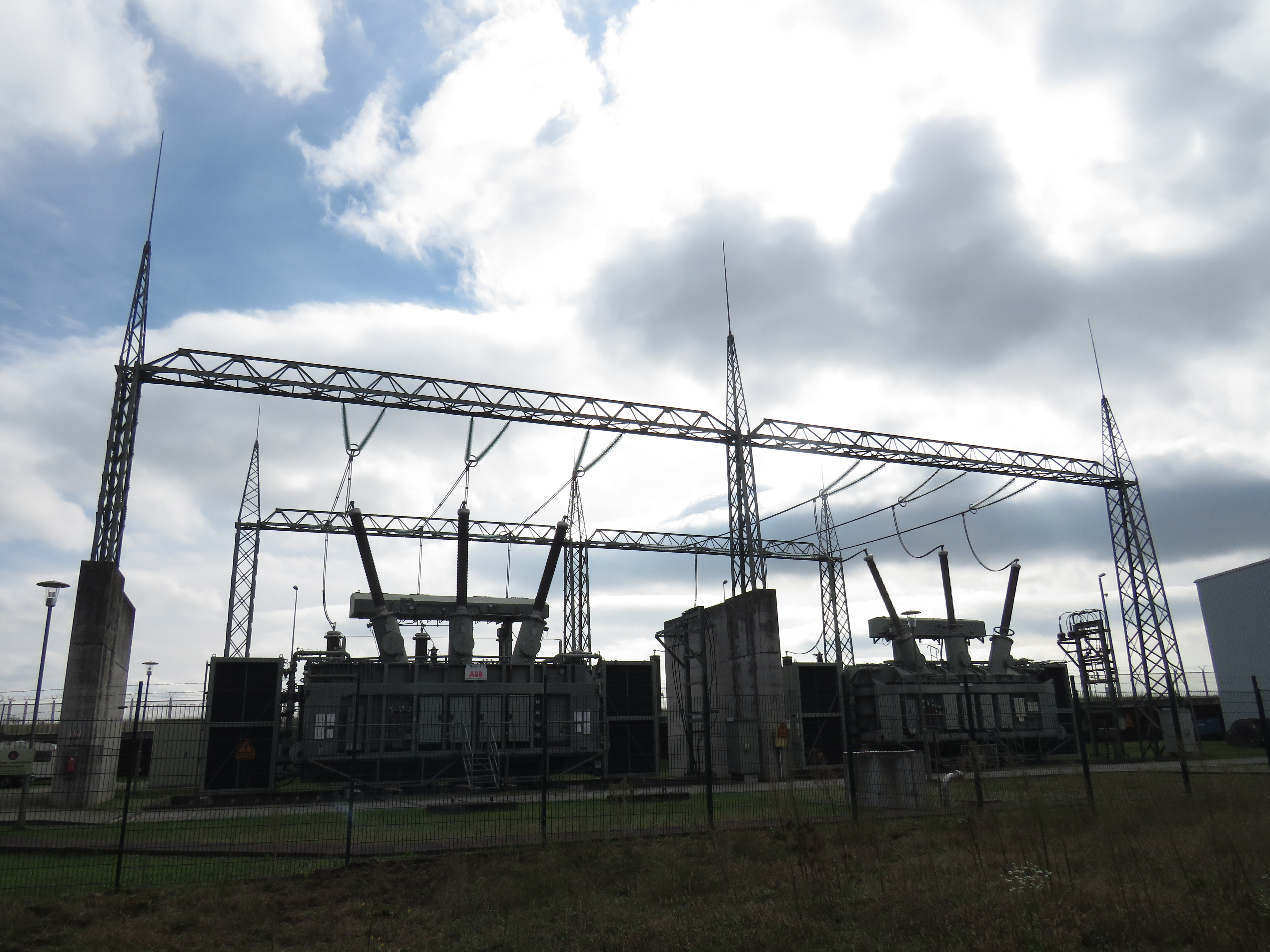
380-/110-/30-kV-Transformatoren
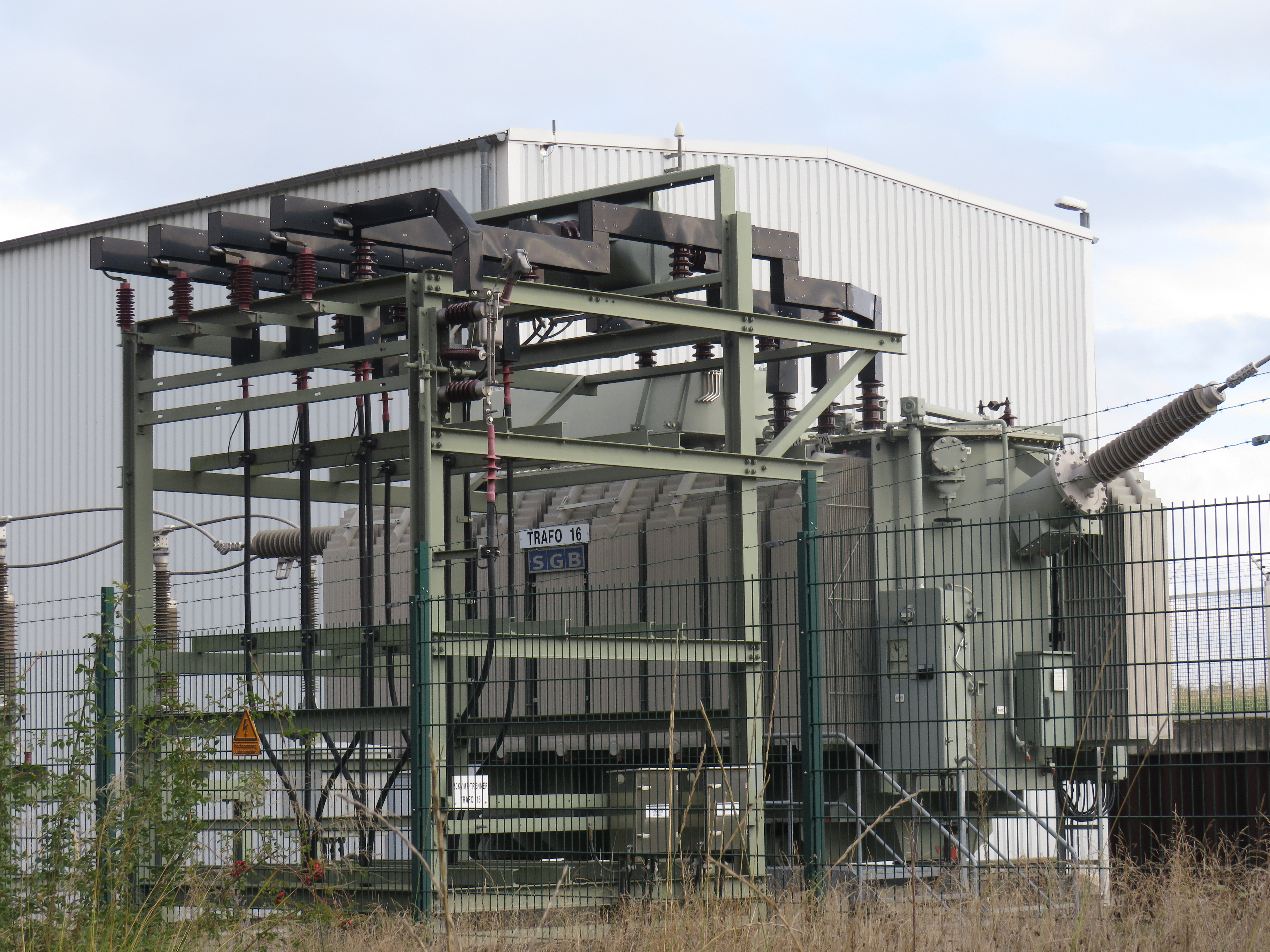
110-/20-kV-Transformator
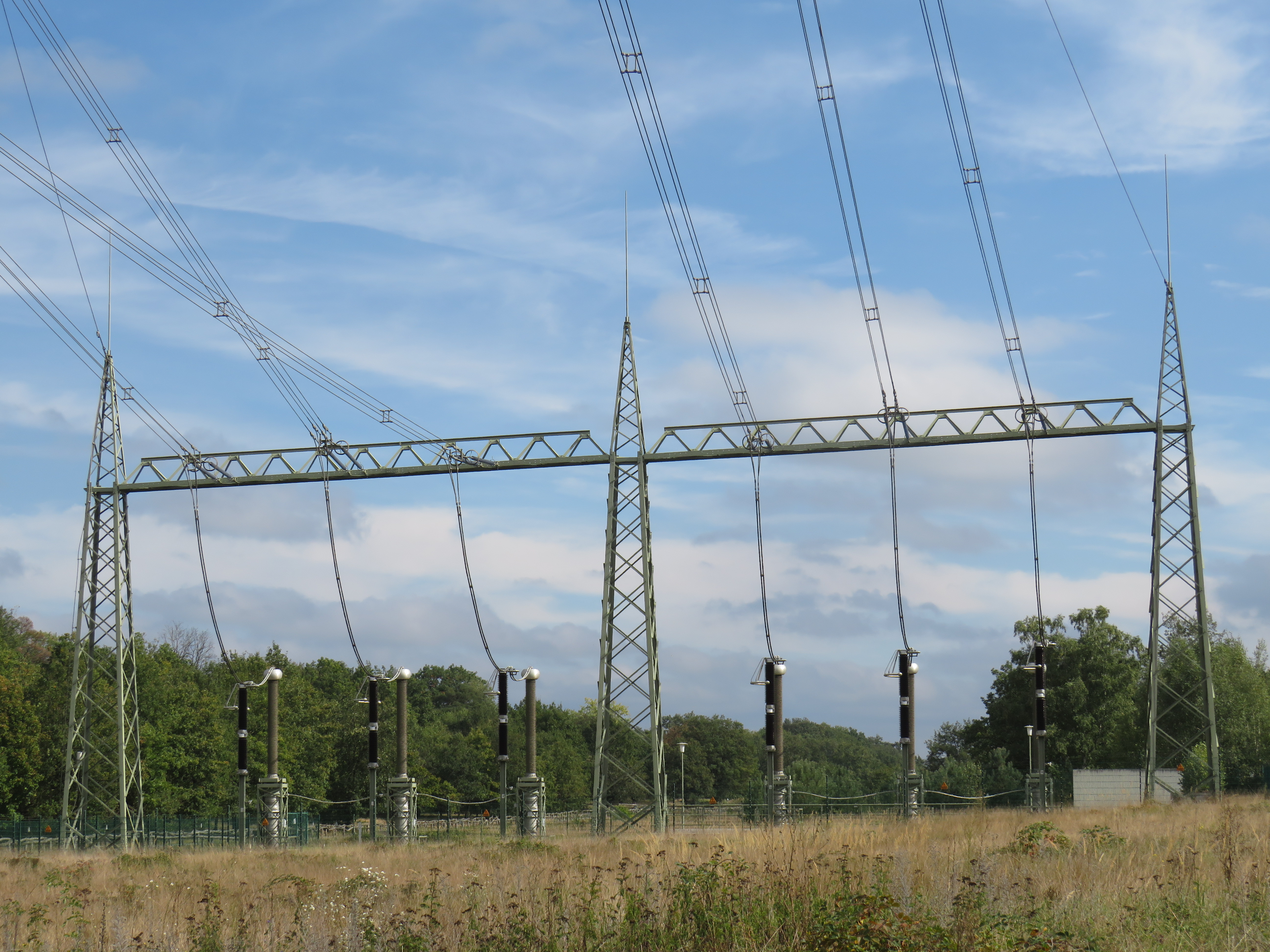
Kabelübergabestation Pkt. Kelsterbach West
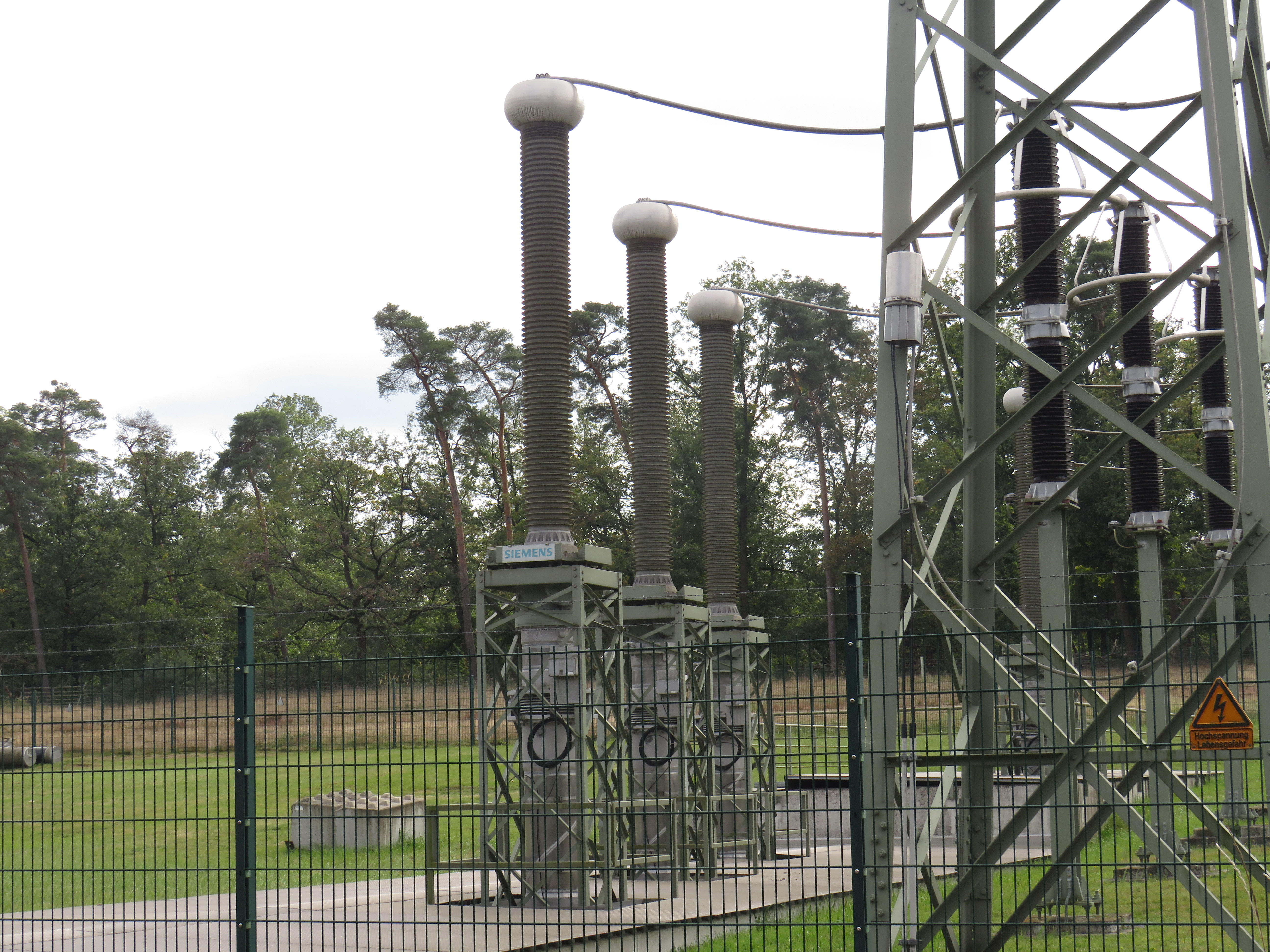
Übergänge in gasisolierte Rohrleitung

### Angebundene Stromkreise
Folgende Leitungsverbindungen sind an das Umspannwerk Kelsterbach angeschlossen:
| Netzbetreiber           | Spannung | Name des Stromkreises                    | Trassenbezeichnung                      | Zielort/-station                               | Baujahr | Himmels- richtung | Bemerkungen                                                                                                  |
| ----------------------- | -------- | ---------------------------------------- | --------------------------------------- | ---------------------------------------------- | ------- | ----------------- | --- |
|                         | 380 kV   | 380 kV Trebur Nord                       | Bl. 4503 Koblenz – Kelsterbach          | Kriftel                                        | 2009    | West              | 1926 als 220-kV-Leitung gebaut, Umbau auf 380 kV mit abschnittsweiser gasisolierter Leitung in selber Trasse |
| 380 kV Kelsterbach Nord | 380 kV   | Bischofsheim                             | Bl. 4503 Koblenz – Kelsterbach          |                                                | 2009    | West              | 1926 als 220-kV-Leitung gebaut, Umbau auf 380 kV mit abschnittsweiser gasisolierter Leitung in selber Trasse |
|                         | 110 kV   | 110 kV Brunnenschneise                   | Bl. 0108 Kelsterbach – Dettingen        | Walldorf → Mörfelden → Langen → Urberach       | 1924    | Süd               | Bis 2009 Verlauf Walldorf → Mörfelden → Weiterstadt → Darmstadt                                              |
| 110 kV Messel Nord      | 110 kV   | Walldorf → Mörfelden → Langen → Urberach | Bl. 0108 Kelsterbach – Dettingen        |                                                | 1924    | Süd               | |
|                         | 110 kV   | 110 kV Kriftel Nord                      | Bl. 2329 Kelsterbach – Rüsselsheim/Opel | Farbwerke Höchst West → Kriftel                |         | West              | |
| 110 kV Rüsselsheim Ost  | 110 kV   | Flörsheim → Rüsselsheim/Opel             | Bl. 2329 Kelsterbach – Rüsselsheim/Opel | Masten und Isolatoren dimensioniert für 220 kV |         | West              | |
| 110 kV Rüsselsheim West | 110 kV   | Flörsheim → Rüsselsheim/Opel             | Bl. 2329 Kelsterbach – Rüsselsheim/Opel | Masten und Isolatoren dimensioniert für 220 kV |         | West              | |
| 110 kV Kriftel Süd      | 110 kV   | Marxheim → Kriftel                       | Bl. 2329 Kelsterbach – Rüsselsheim/Opel |                                                |         | West              | |
| 110 kV Höchst West      | 110 kV   | Bl. 3018 Höchst – Kelsterbach            | Höchst                                  | 1924                                           | Nordost |                   | |
| 110 kV Höchst Ost       | 110 kV   | Bl. 3018 Höchst – Kelsterbach            | Höchst                                  | 1924                                           | Nordost |                   | |
|                         | 110 kV   |                                          | Mönchhof                                |                                                | Süd     | Erdkabel          | |
|                         | 110 kV   |                                          | Mönchhof                                | Erdkabel                                       | Süd     |                   | |
| Kabel Flughafen Mitte   | 110 kV   |                                          | Flughafen Mitte                         | 1972                                           | Süd     | Erdkabel          | |
| Kabel Flughafen West    | 110 kV   |                                          | Flughafen West                          | 1979                                           | Süd     | Erdkabel          | |

Unmittelbar an der Anlage vorbei führen als Erdkabel, um die Landebahn zu unterqueren, die Stromkreise Schwanheim West und Schwanheim Ost. Südlich vom Umspannwerk verlaufen sie auf zwei getrennten Leitungstrassen (2330 und 2337) in Richtung Urberach und nordwestlich auf einem gemeinsamen Gestänge in der Trasse nach Höchst (2337). Vor dem Umbau waren diese Stromkreise an das Umspannwerk angeschlossen.